# واخزات الجلد
واخِزاتُ الجِلْد (بالإنجليزية: Macronyssidae)‏ هيَ عائلة من السُّوس ضِمن رتبة متوسطات الفوهات.